# 井出繁三郎

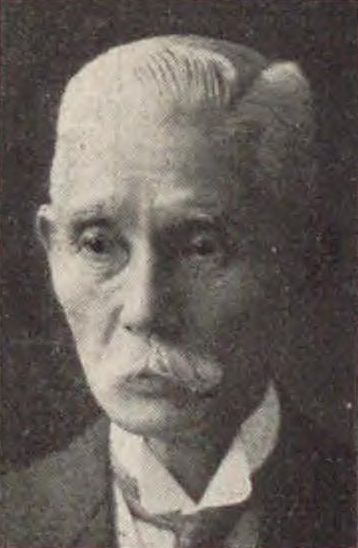
井出繁三郎

井出 繁三郎（いで しげさぶろう、1864年11月20日（元治元年10月21日）- 1932年（昭和7年）12月12日）は、日本の鉄道官僚、政治家。衆議院議員。

## 経歴
出羽国由利郡、後の本荘町（現由利本荘市）で井出章造の長男として生まれる。1891年、帝国大学法科大学法律学科を卒業。
司法省に入省し、司法官試補、東京地方裁判所検事を歴任。1896年、逓信省に転じ、鉄道事務官、逓信省書記官・通信局鉄道船舶課長、鉄道院参事、同理事、同北海道鉄道管理局長を務め、1915年に退官。1919年、鉄道院神戸鉄道管理局長として復帰し、東京鉄道管理局長に異動。1920年、鉄道省が発足すると監督局長に就任し1923年まで在任した。
1924年5月、第15回衆議院議員総選挙で秋田県第五区から政友本党所属で出馬して当選。次の第16回総選挙でも再選され、衆議院議員を通算二期務めた。その他、鉄道会議議員、奈良電気鉄道取締役会長、帝国鉄道協会会長などを務めた。五私鉄疑獄事件で起訴されたが、公判中死去により免訴となった。

## 栄典
- 1920年（大正9年）11月1日 - 勲三等瑞宝章[8]

## 著作
- 述『刑事訴訟法総則』〈日本法律学校正科講義録〉日本法律学校、1896年。